# Калмыцкий (Фроловский район)
Калмы́цкий — исчезнувший населённый пункт на территории Фроловского района Волгоградской области.

## География

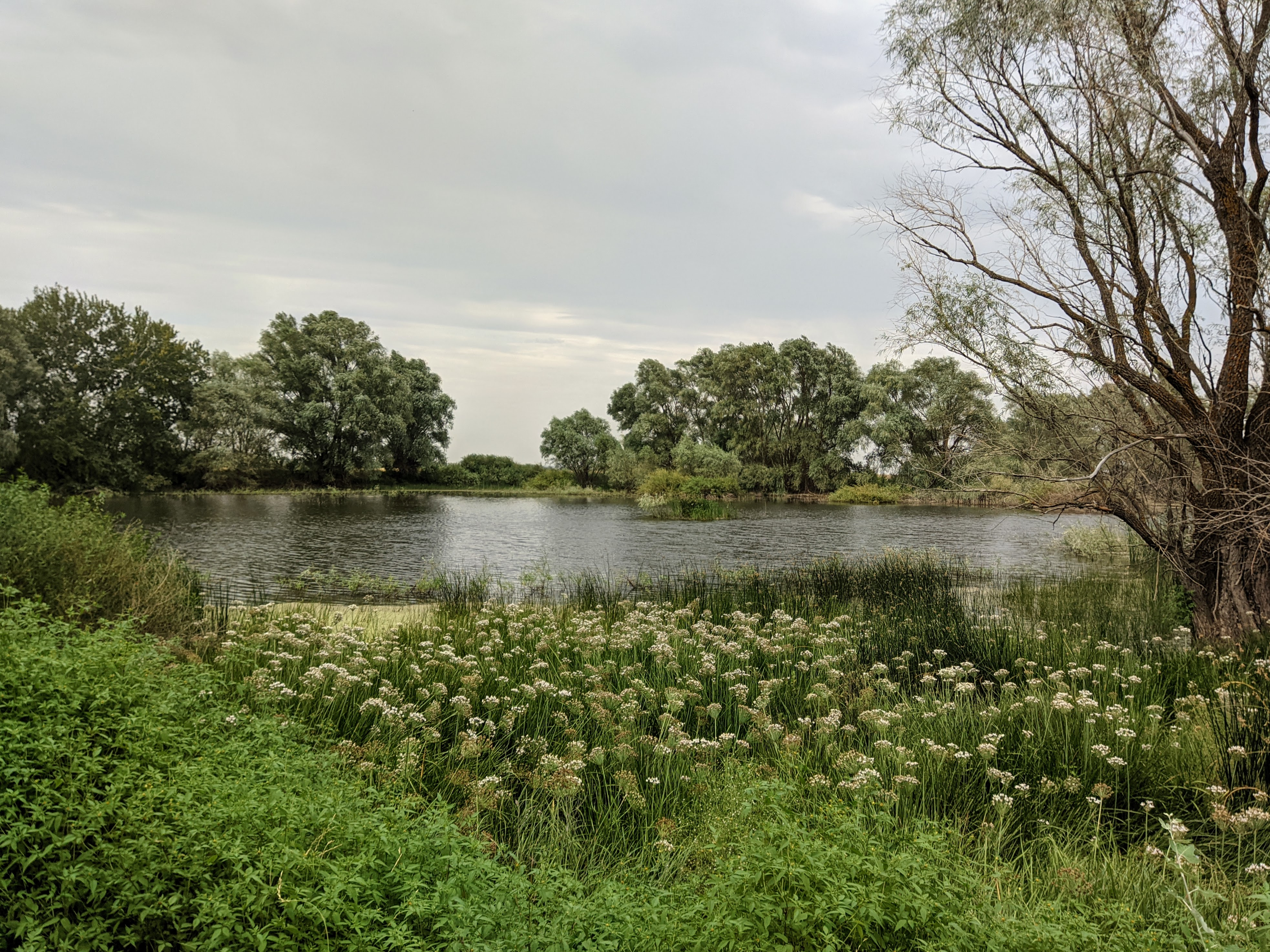
Пруд Калмыцкий. Вид с плотины.

Хутор располагался в 29 километрах северо-востоку от районного центра Фролово и в 2 километрах от центра сельсовета хутора Рубёжного. Рядом пруд Калмыцкий.

## История
До 1917 года хутор входил в Арчедино-Чернушенскую волость Усть-Медведицкого округа Области Войска Донского.
Постановлением ВЦИК и СНК РСФСР от 21 мая и от 11 июня 1928 года был образован Фроловский район в составе Сталинградского округа Нижневолжского края. Хутор Калмыцкий вошёл в состав района. При этом в одних документах указано, что ранее хутор находился в составе Кременской волости, а в других — в составе Арчадино-Чернушенской волости Усть-Медведицкого округа.
По состоянию на 1929 год в хуторе был создан колхоз имени Розы Люксембург.
30 июля 1930 Сталинградский округ, как и большинство остальных округов СССР, был упразднён. Его районы отошли в прямое подчинение Нижне-Волжского края.
10 января 1934 года Нижне-Волжский край был разделён на Саратовский и Сталинградский края.
Входил в состав Рубёженского сельсовета Фроловского района Сталинградского края.
5 декабря 1936 года Сталинградский край был преобразован в Сталинградскую область, в состав которой вошёл и Фроловский район.
В 1939 году хутор ещё числился в списках населённых пунктов области. В списках населённых пунктов области по состоянию на 1 апреля 1940 года хутор уже отсутствует и больше не упоминается.

## Население
В 1915 году в хуторе проживало 52 жителя. По переписи 1926 года — 130. В 1930 году — 129 человек, из них 120 — немцы.
На 1 января 1936 года в хуторе имелось 34 хозяйства, проживало 144 человека, преобладающая национальность — русские.